# Équipe cycliste UM Tools Caffè Mokambo
L'équipe cycliste UM Tools Caffè Mokambo est une équipe cycliste italienne créée en 2014, évoluant comme équipe continentale.

## Histoire de l'équipe

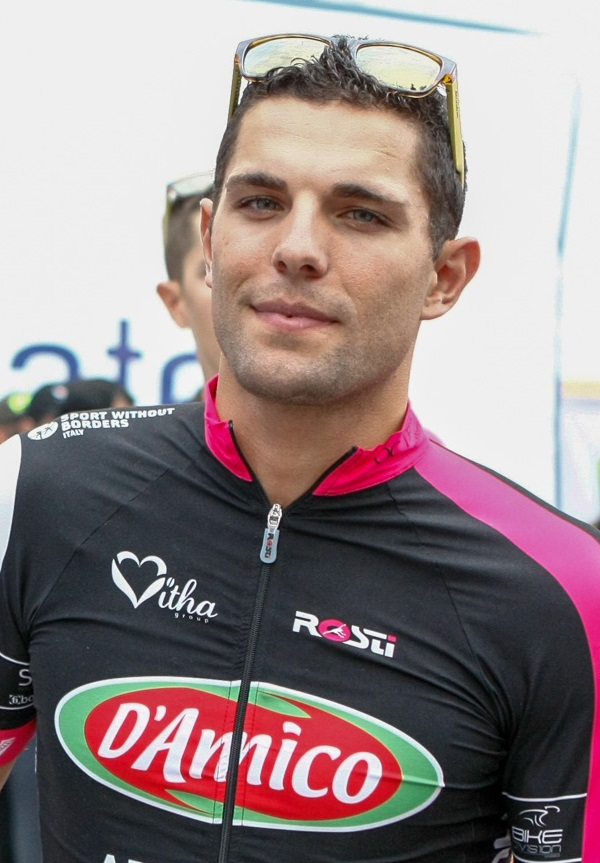
Andrea Pasqualon avec le maillot de l'équipe en 2014.

La saison 2014 est la première de l'équipe continentale Area Zero. Andrea Pasqualon remporte deux victoires : le Grand Prix Südkärnten le 1er juin et la 7e étape du Tour de Colombie le 13 août.

## Principales victoires

### Classiques
- Grand Prix Südkärnten : Andrea Pasqualon (2016)
- Coupe des Carpates : Antonio Parrinello (2016)

### Courses par étapes
- Ronde de l'Oise : Antonio Parrinello (2016)

### Championnats nationaux
- Championnats d'Albanie sur route : 2
  - Course en ligne espoirs : 2015 (Iltjan Nika)
  - Contre-la-montre espoirs : 2015 (Iltjan Nika)

## Classements UCI
L'équipe participe aux épreuves des circuits continentaux et en particulier de l'UCI Europe Tour. Les tableaux ci-dessous présentent les classements de l'équipe sur les différents circuits, ainsi que son meilleur coureur au classement individuel.
UCI America Tour
| UCI America Tour | UCI America Tour       | UCI America Tour                          | UCI America Tour |
| Année            | Classement par équipes | Meilleur coureur au classement individuel |                  |
| ---------------- | ---------------------- | ----------------------------------------- | ---------------- |
| 2014             | 29e                    | Andrea Pasqualon (244e)                   |                  |
|                  |                        |                                           |                  |
| Source : UCI     |                        |                                           |                  |

UCI Europe Tour
| UCI Europe Tour | UCI Europe Tour        | UCI Europe Tour                           | UCI Europe Tour |
| Année           | Classement par équipes | Meilleur coureur au classement individuel |                 |
| --------------- | ---------------------- | ----------------------------------------- | --------------- |
| 2014            | 38e                    | Andrea Pasqualon (63e)                    |                 |
| 2015            | 65e                    | Antonino Parrinello (84e)                 |                 |
| 2016            | 43e                    | Marco Tizza (149e)                        |                 |
| 2017            | 111e                   | Ettore Carlini (809e)                     |                 |
| 2018            | 113e                   | Angelo Raffaele (952e)                    |                 |
| 2019            | 98e                    | Federico Burchio (1049e)                  |                 |
| 2020            | 81e                    | Maksym Bilyi (570e)                       |                 |
| 2021            | 78e                    | Maksym Bilyi (594e)                       |                 |
|                 |                        |                                           |                 |
| Source : UCI    |                        |                                           |                 |

L'équipe est également classée au Classement mondial UCI qui prend en compte toutes les épreuves UCI et concerne toutes les équipes UCI.
| Classement mondial | Classement mondial     | Classement mondial                        | Classement mondial |
| Année              | Classement par équipes | Meilleur coureur au classement individuel |                    |
| ------------------ | ---------------------- | ----------------------------------------- | ------------------ |
| 2016               | -                      | Marco Tizza (319e)                        |                    |
| 2017               | -                      | Ettore Carlini (1243e)                    |                    |
| 2018               | -                      | Angelo Raffaele (1493e)                   |                    |
| 2019               | 179e                   | Federico Burchio (1583e)                  |                    |
| 2020               | 131e                   | Maksym Bilyi (713e)                       |                    |
| 2021               | 123e                   | Maksym Bilyi (753e)                       |                    |
|                    |                        |                                           |                    |
| Source : UCI       |                        |                                           |                    |

## D'Amico UM Tools en 2022
| Cycliste               | Date de naissance | Nationalité | Équipe 2021                   |  |
| ---------------------- | ----------------- | ----------- | ----------------------------- |  |
| Jhon Alejandro Álvarez | 31 août 1994      | Colombie    |                               |  |
| Jhonatan Chaves        | 13 février 2001   | Colombie    |                               |  |
| Matteo Furlan          | 31 octobre 1998   | Italie      | Iseo Serrature-Rime-Carnovali |  |
| Andrea Ghislanzoni     | 14 septembre 1999 | Italie      | Mg.K Vis VPM                  |  |
| Besnik Islami          | 17 septembre 2002 | Italie      | D'Amico UM Tools              |  |
| Matteo Laloni          | 3 février 2003    | Italie      |                               |  |
| Lorenzo Pellegrini     | 8 avril 2003      | Italie      |                               |  |
| Luca Roberti           | 6 juin 2000       | Italie      | D'Amico UM Tools              |  |
| Simone Roganti         | 25 août 2003      | Italie      |                               |  |
| Nathan Sbabo           | 31 octobre 2003   | Italie      |                               |  |
| Mattia Viel            | 22 avril 1995     | Italie      | Androni Giocattoli-Sidermec   |  |